# Chuck Berry's Golden Hits
Chuck Berry's Golden Hits è una raccolta di canzoni di Chuck Berry, pubblicata nel 1967 dalla Mercury Records.
Il disco raccoglie alcuni tra i pezzi più noti di Berry, re-incisi nuovamente dall'artista appena dopo essere passato dalla Chess Records, sua storica etichetta discografica, alla Mercury Records, in modo da poter attingere anche al catalogo dei suoi vecchi brani appartenente ancora alla Chess.
Infatti tutti i brani presenti nel disco non sono le versioni originali, ma nuove incisioni prodotte dallo stesso Berry, anche se molto simili a quelle storiche. Molti critici hanno imputato la scarsa incisività delle nuove versioni proprio all'inesperienza di Berry in fase produttiva.
Negli anni il disco si è guadagnato il curioso soprannome di "trappola per i fan" in quanto, non pochi sono stati gli acquirenti tratti in inganno dalla tracklist dell'album che credevano di acquistare le versioni originali dei suoi più grandi successi invece delle rivisitazioni tardive del periodo Mercury.

## Tracce
Tutte le canzoni sono state scritte da Chuck Berry.
1. Sweet Little Sixteen
2. Memphis
3. School Days
4. Maybelline
5. Back in the U. S. A.
6. Johnny B. Goode
7. Rock and Roll Music
8. Roll Over Beethoven
9. Thirty Days
10. Carol
11. Club Nitty Gritty

### Tracce versione CD(Mercury 836 071-2)
Nel 1989 l'album è stato ripubblicato in versione compact disc con l'aggiunta di nuovi brani. Rispetto alla versione in vinile sono state aggiunte Around and Around, Brown-eyed Handsome Man, Let it Rock e Reelin' and Rockin'.
1. Sweet Little Sixteen
2. Memphis
3. School Days
4. Maybelline
5. Back in the U. S. A.
6. Around and Around
7. Brown-eyed Handsome Man
8. Johnny B. Goode
9. Rock and Roll Music
10. Roll Over Beethoven
11. Thirty Days
12. Carol
13. Let it Rock
14. Reelin' and Rockin'
15. Club Nitty Gritty